# Kajalijka
Kajalijka (bulgariska: Каялийка) är ett vattendrag i Bulgarien.   Det ligger i regionen Chaskovo, i den centrala delen av landet, 190 km öster om huvudstaden Sofia.
Trakten runt Kajalijka består till största delen av jordbruksmark. Runt Kajalijka är det ganska tätbefolkat, med 108 invånare per kvadratkilometer.